# Phare de Port-Maria
Phare de Port-Maria ist der Name eines Leuchtturms im Süden der Quiberon-Halbinsel, in der zur französischen Gemeinde Quiberon im Département Morbihan. Er hat eine Tragweite von ca. 14 Seemeilen.
Der weiße, zylindrische Turm mit grüner Laterne steht auf einem zweistöckigen Gebäude. Er ist automatisiert, nicht bewacht und kann nicht besichtigt werden.